# Миезите, Мария
Мария Миезите (латыш. Marija Miezīte; 4 апреля 1905 — 25 августа 1986) — советская и латвийская актриса, театральный работник. Заслуженный деятель культуры Латвийской ССР.

## Биография
Мария Миезите родилась 4 апреля 1905 года в Калснавской волости Мадонского уезда в крестьянской семье.
Училась в частной гимназии, окончила драматическую студию Рижского народного университета (1930). Во время учёбы принимала участие в постановках, а с 1932 года зачислена в штат рижского Рабочего театра. Актриса Рижского малого театра, после реорганизации Рабочего театра продолжала работать в труппе малого ансамбля Театра Дайлес.
Принимала участие в создании Театра юного зрителя. Во время войны была эвакуирована в Омск и работала завклубом (1941). С 1942 года актриса фронтового театра — Государственного художественного ансамбля Латвийской ССР.
После войны вернулась в Театр юного зрителя, работала актрисой, заведующей репертуарным отделом и труппой театра.
Была замужем за актёром и театральным работником Эмилем Биргелисом.
Ушла из жизни 25 августа 1986 года, похоронена на рижском Лесном кладбище.

## Признание и награды
- 1970 — Заслуженный деятель культуры Латвийской ССР[1]

## Творчество

### Роли в театре

#### Рижский рабочий театр
- 1933 — «Победа Ешки Зиньгиса» Андрея Упита — Отилия

#### Рижский малый театр
- 1935 — «Принцесса Гундега и король Брусубарда» Анны Бригадере — Зиле

#### Театр Дайлес(малый ансамбль)
- 1938 — «Вей, ветерок!» Райниса — Женщина
- 1940 — «Невеста стрелка» Н. Калупа — Марта
- 1940 — «Раудупиете» Анны Бригадере — Милда

#### Государственный театр юного зрителя Латвийской ССР
- 1953 — «Как закалялась сталь» по одноимённому роману Николая Островского — Рита Устинович
- 1945 — «Воронёнок» Райниса — Мать Венты
- 1946 — «Мещане» М. Горького — Поля
- 1947 — «Принцесса Гундега и король Брусубарда» Анны Бригадере — Сайва
- 1948 — «Счастливый медведь» Андрея Упита — Бутиене
- 1951 — «В гору» Анны Саксе — Мать Зенты
- 1952 — «Репка» Павла Маляревского — Бабушка